# Nancy Gatzsch
Nancy Gatzsch (* 10. Oktober 1990) ist eine deutsche Unihockeyspielerin, die zuletzt beim Nationalliga-A-Verein UHC Laupen unter Vertrag stand. Im Frühling 2021 wurde sie Goalie-Verantwortliche und -Trainerin beim Unihockeyclub Floorball Riders Dürnten-Bubikon-Rüti.

## Karriere

### Verein
Gatzschs Jugendverein war der UHC Weißenfels aus Sachsen-Anhalt. 2008 spielte sie mit der deutschen U-19-Nationalmannschaft an der Weltmeisterschaft und wurde ins Allstar-Team gewählt. 2009 gewann sie mit Weißenfels die Bundesliga. Für den SV Floorball Butzbach 04 aus Hessen spielte sie im gleichen Jahr die Deutsche Kleinfeldmeisterschaft, den sie auf dem dritten Rang beendeten. Mit Weißenfels wurde sie noch drei weitere Mal deutsche Meisterin und gewann 2011 sowie 2012 die deutsche Kleinfeldmeisterschaft. 2013 hatte sie ihren Rücktritt erklärt, wollte lieber Fußball spielen, weil sie immer gegen die gleichen Gegnerinnen antreten musste.
Die Weißenfelserin Katja Timmel empfahl ihr im Sommer 2014, in die Schweiz zu kommen. Gatzsch debütierte im November 2014 für die erste Mannschaft der Floorball Riders Dürnten-Bubikon-Rüti. Mit Dürnten stand sie im Pokal-Final des Schweizer Cup 2015, verlor aber gegen den UHC Dietlikon. Zudem mussten die Floorball Riders am Ende der Saison 2014/15 absteigen. 2018 wechselte sie zum Erstligisten UHC Laupen, der ein Jahr zuvor aufgestiegen war.
Im Frühjahr 2021 beendete Gatzsch ihre Karriere.

### Nationalmannschaft
2009, 2011 und 2019 nahm sie an den Weltmeisterschaften für die deutsche Nationalmannschaft teil. 2008 wurde sie bei der U19-Weltmeisterschaft in Polen ins Allstar-Team der A-Division und 2011 ins Allstar-Team der B-Division gewählt. 2019 erreichten die Deutschen den guten siebten Rang.